# Арсеньев, Иван Николаевич
Ива́н Никола́евич Арсе́ньев (25 декабря 1918, с. Белогорье, РСФСР — 13 февраля 1984, Зеленогорск, РСФСР) — участник Великой Отечественной войны, командир отделения связи 432-го гаубичного артиллерийского полка 18-й гаубичной артиллерийской бригады 6-й артиллерийской дивизии прорыва 47-й армии 1-го Белорусского фронта, Герой Советского Союза (31.05.1945), старший сержант.

## Биография
Родился 25 декабря 1918 года в селе Белогорье (ныне — Подгоренского района Воронежской области) в семье крестьянина. Русский. Член КПСС с 1943 года. Окончил восемь классов средней школы. Работал в совхозе.
В 1938 году призван в ряды Красной Армии. В боях Великой Отечественной войны с июня 1941 года. Воевал на 1-м Белорусском фронте.
Командир отделения связи 432-го гаубичного артиллерийского полка старший сержант И. Н. Арсеньев только в январе 1944 года в боях восточнее города Калинковичи Гомельской области под огнём противника устранил на линии связи 29 повреждений.
20 июля 1944 года вместе со стрелковыми подразделениями старший сержант переправился через реку Западный Буг, установил связь с дивизионом и обеспечивал корректировку огня батарей. В боях по удержанию плацдарма показал образец мужества и героизма, лично уничтожил до 60 гитлеровцев.
Указом Президиума Верховного Совета СССР от 31 мая 1945 года за образцовое выполнение боевых заданий командования и проявленные при этом мужество и героизм старшему сержанту Ивану Николаевичу Арсеньеву присвоено звание Героя Советского Союза с вручением ордена Ленина и медали «Золотая Звезда» (№ 5607).
После окончания Великой Отечественной войны старшина И. Н. Арсеньев демобилизовался. Жил и работал в городах Северск (Томская область) и Красноярск. Последние годы жил в городе Зеленогорске Красноярского края. Скончался 13 февраля 1984 года.

## Награды
- Медаль «Золотая Звезда» Героя Советского Союза (№ 5607)
- Орден Ленина
- Орден Отечественной войны II степени
- Орден Красной Звезды
- Медали, в том числе:
  - Медаль «За победу над Германией в Великой Отечественной войне 1941—1945 гг.»
  - Юбилейная медаль «Двадцать лет Победы в Великой Отечественной войне 1941—1945 гг.»
  - Юбилейная медаль «Тридцать лет Победы в Великой Отечественной войне 1941—1945 гг.»

## Память
- Похоронен на городском кладбище города Зеленогорска, на Аллее почётных граждан города.
- В Зеленогорске регулярно проводится чемпионат по греко-римской борьбе среди юношей памяти Героя Советского Союза Ивана Николаевича Арсеньева.